# Сан-Мигель (Путумайо)
Сан-Мигель (исп. San Miguel) — город и муниципалитет на юго-западе Колумбии, на территории департамента Путумайо.

## История
Муниципалитет Сан-Мигель был выделен в отдельную административную единицу 29 апреля 1994 года.

## Географическое положение

Муниципалитет Сан-Мигель

Город расположен в юго-западной части департамента, в пределах Амазонского природно-территориального комплекса, к северу от реки Сан-Мигель, на расстоянии приблизительно 93 километров к юго-востоку от города Мокоа, административного центра департамента. Абсолютная высота — 306 метров над уровнем моря.
Муниципалитет Сан-Мигель граничит на севере и западе с территорией муниципалитета Валье-дель-Гуамуэс, на востоке — с муниципалитетом Пуэрто-Асис, на юге — с территорией Эквадора. Площадь муниципалитета составляет 570,8 км².

## Население
По данным Национального административного департамента статистики Колумбии, совокупная численность населения города и муниципалитета в 2024 году составляла 21 293 человека.
Динамика численности населения муниципалитета по годам:
| 2005   | 2010   | 2015   | 2020   | 2021   | 2022   | 2023   | 2024   |
| ------ | ------ | ------ | ------ | ------ | ------ | ------ | ------ |
| 21 838 | 24 022 | 26 551 | 19 918 | 20 360 | 20 644 | 20 997 | 21 293 |

Согласно данным переписи 2005 года мужчины составляли 52,3 % от населения Сан-Мигеля, женщины — соответственно 47,7 %. В расовом отношении белые и метисы составляли 85,3 % от населения города; индейцы — 10 %; негры и мулаты — 4,7 %.

## Транспорт
Через город проходит национальное шоссе № 45 (исп. Ruta Nacional 45).